# Dix de chute

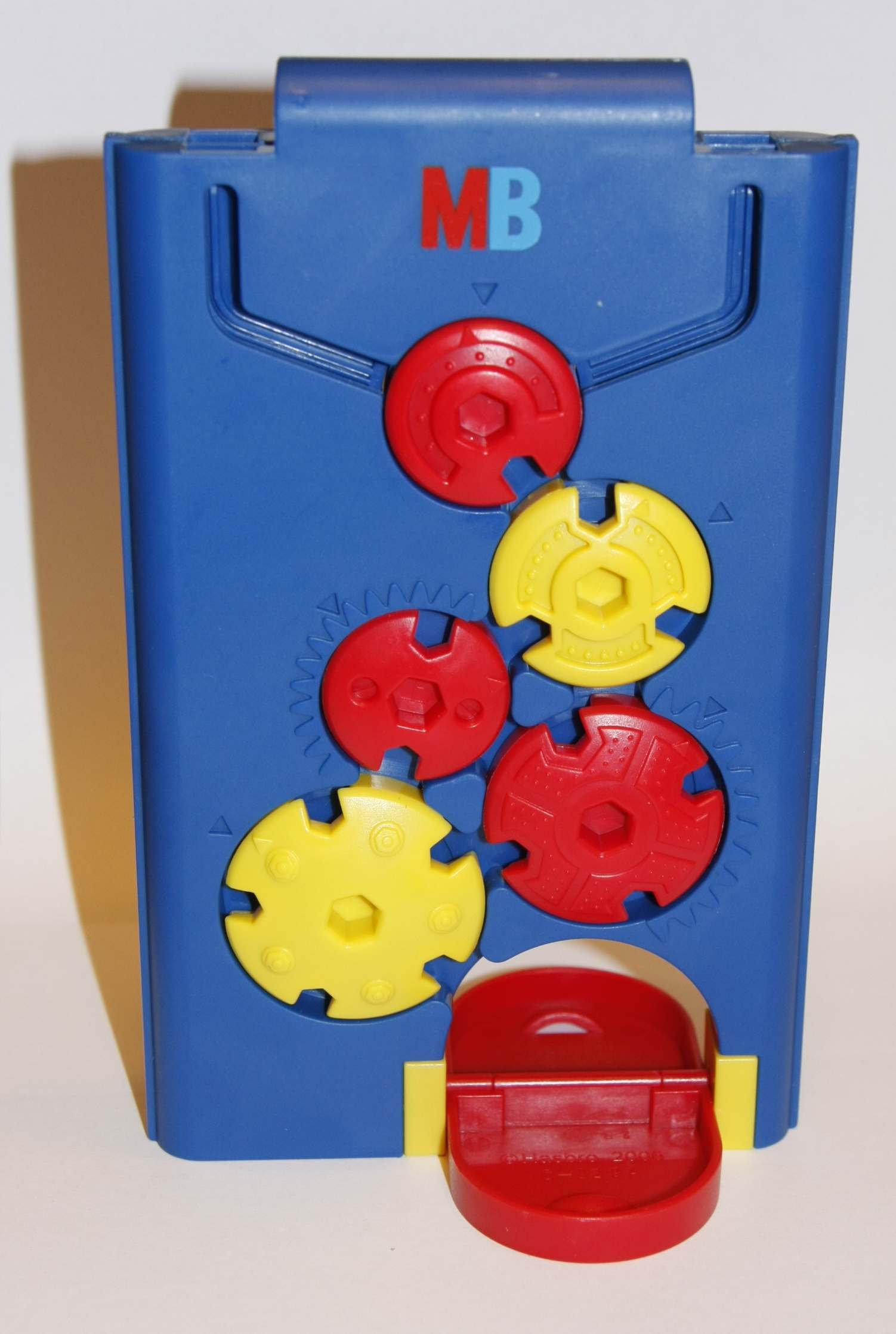
Version compacte du jeu.

Dix de chute est un jeu de stratégie combinatoire abstrait à deux joueurs âgés de 7 ans et plus, où l'objectif est de faire tomber graduellement des jetons de roue dentée en roue dentée jusqu'à ce qu'ils atteignent la glissière au bas de l'unité de jeu.

## Historique
Le jeu est commercialisé pour la première fois par la société Milton Bradley en 1970.
Le jeu est vendu aux États-Unis sous le nom de Downfall (« chute »). Il s'appelle New Downfall au Royaume-Uni (« Chute nouvelle ») ; cette nouvelle version a les mêmes règles mais a un design plus futuriste, alternant le rouge et le jaune. Il est distribué par Hasbro. Il a également été vendu sous différents noms dans d'autres pays. Ainsi, en Italie, le jeu est édité sous le nom de Cascadix, tandis qu'il se nomme Slotter en Allemagne et Onderuit aux Pays-Bas.
En 1994, le jeu reçoit le prix Mensa Select qui récompense les meilleurs jeux de réflexion.
Le graphisme de la boîte du jeu est parodié sur la couverture de l'album Expert Knob Twiddlers (littéralement « Experts tripoteurs de boutons ») d'Aphex Twin et de Mike Paradinas.

## Règles du jeu
Le jeu comprend un plateau vertical composé de cinq roues dentées de chaque côté du jeu, un côté par adversaire. Chaque joueur débute la partie en plaçant en haut du plateau, dans les « rampes de lancement », ses deux séries de cinq jetons colorés et numérotés dans l’ordre numérique croissant (1 à 5). Le but du jeu est de faire tomber les jetons graduellement, de roue dentée en roue dentée, jusqu'à ce qu'ils atteignent la glissière au bas de l'unité de jeu. Pour ce faire, les joueurs tournent lentement à tour de rôle une des cinq roues, une seule à la fois, dans n'importe quelle direction et autant de fois que voulu. Les joueurs ne peuvent pas déplacer une roue que leur adversaire vient de déplacer, sauf si le dernier jeton d’un joueur est dans la dernière roue, auquel cas il peut tourner la même roue que son adversaire précédemment. 
Le gagnant est le premier joueur à faire migrer dans l’ordre numérique croissant l'ensemble de ses jetons dans la glissière du bas. Il est aussi possible de gagner une partie si l'adversaire fait tomber ses jetons dans le désordre, c'est-à-dire en ne respectant pas l'ordre croissant.

## Stratégie
Étant donné qu'un joueur ne peut voir le jeu de l'adversaire, il arrive souvent qu'il fasse avancer par inadvertance un jeton de l'adversaire. Le jeu favorise l'anticipation et la planification. Les joueurs peuvent notamment essayer de piéger leur adversaire en lui faisant tourner une roue qui permettra de faire progresser son propre jeton.

## Variantes
Le jeu Dix de chute connaît plusieurs variantes :
- Le jeu en équipe : en étant au maximum 4 joueurs, on peut former deux équipes de deux joueurs qui jouent à tour de rôle»[5] ;
- Les jetons dans l'ordre inverse : les jetons sont introduits dans l’ordre inverse (de 5 à 1) et il faut les faire chuter dans l’ordre croissant (1 à 5) pour l'emporter[5] ;
- Les jetons dans le désordre : les jetons sont introduits sans regarder l'ordre et il faut les faire chuter dans l’ordre croissant (1 à 5) pour l'emporter[5] ;
- Le jeu en aveugle : les jetons sont introduits dans les glissières de l'adversaire et il faut les faire chuter dans le bon ordre pour l'emporter[2].